# Garnisonkirche, Potsdam

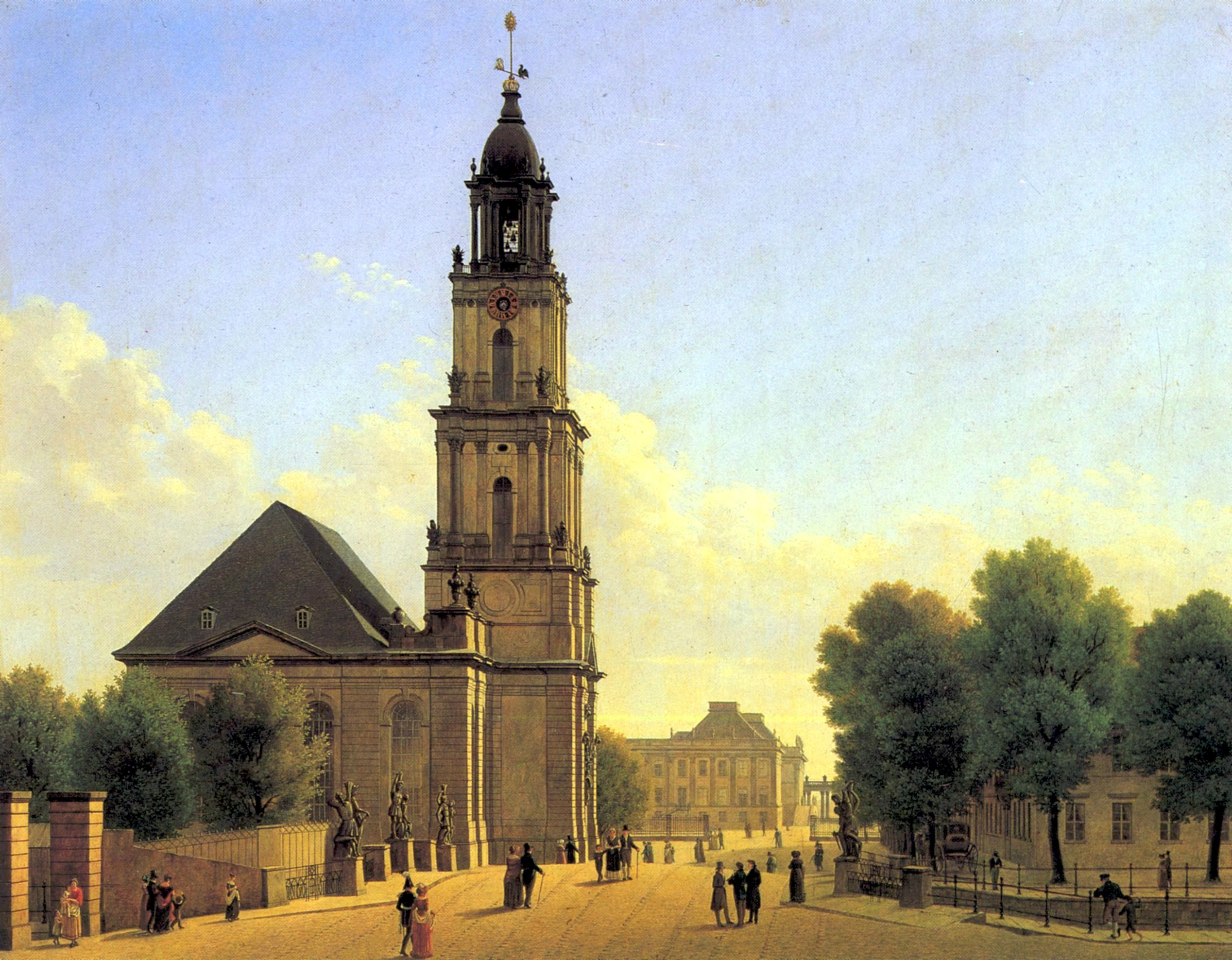
Potsdam, Garnisonkirche und Breite Brücke mit Blick auf das Stadtschloss. Oljemålning av Carl Hasenpflug (1802–1858).

Garnisonkirche (svenska: Garnisonskyrkan) var en protestantisk kyrkobyggnad i staden Potsdam i Brandenburg i nuvarande Tyskland, belägen vid Breite Strasse i stadens historiska centrum. Den uppfördes i barockstil mellan 1730 och 1735 och var ett av stadens viktigaste landmärken. Kyrkan bombskadades svårt 1945 under andra världskriget och ruinen revs 1968. Sedan 2017 är kyrkan delvis under återuppbyggnad.

## Historia
Kyrkan uppfördes som hov- och garnisonskyrka på uppdrag av kung Fredrik Vilhelm I av Preussen från 1730 till 1735 och ritades av Philipp Gerlach i preussisk barockstil. Fredrik Vilhelm I liksom hans son kung Fredrik II begravdes i kyrkan 1740 respektive 1786, den senare mot sin sista vilja. På Fredrik II:s inbjudan gav Johann Sebastian Bach en orgelkonsert i kyrkan 1747.
Kyrkan var 21 mars 1933 plats för Riksdagens öppningsceremoni, av nazisterna benämnd Potsdamdagen, då den nyligen tillträdde rikskanslern Adolf Hitler och rikspresidenten Paul von Hindenburg deltog, medan de socialdemokratiska och kommunistiska ledamöterna bojkottade ceremonin. Ceremonin användes i NSDAP-propaganda för att legitimera maktövertagandet genom Fullmaktslagen två dagar senare, och som symbol för politiskt närmande mellan de konservativa och nationalsocialistiska partierna.

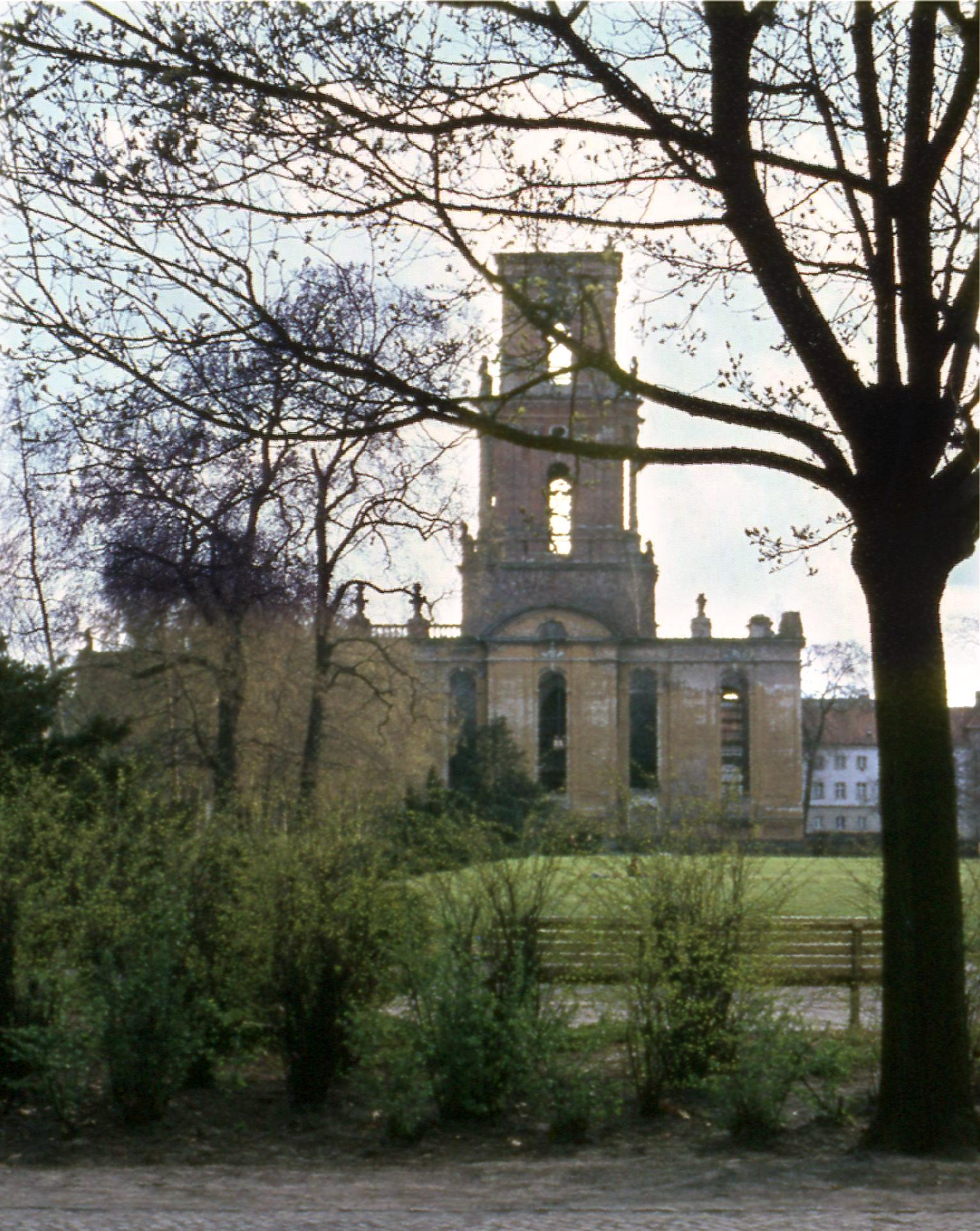
Kyrkoruinen 1966.

1943 flyttades de kungliga sarkofagerna från kyrkan för att skydda dem mot krigsskador, men sedan 1991 finns de åter i Potsdam; Fredrik Vilhelm I vilar idag i Kaiser-Friedrich-Mausoleum i Friedenskirche, medan Fredrik II är begravd i Sanssoucis slottspark. Vid ett bombangrepp mot Potsdam 14 april 1945 förstördes kyrkans tak och inredning av en brand, så att endast tornet och yttermurarna återstod. 1949 döptes kyrkoruinen om till Heilig-Kreuz-Kirche. Kyrkans tornrum renoverades till ett provisoriskt kapell 1950, och detta förblev i bruk fram till 1968. Trots att återuppbyggnadsåtgärder redan påbörjats, revs kyrkan 1968 på order av kommunistpartiet SED, då kyrkan sågs som en icke önskvärd symbol för preussisk-tysk militarism. 1971 uppfördes ett räknecentrum på platsen.
Under 2000-talet har flera ideella och politiska initiativ för ett återuppförande av kyrkan inletts. Samtidigt har det planerade kyrkobygget orsakat politiska kontroverser. År 2013 fick Stiftung Garnisonkirche Potsdam bygglov för att återuppföra kyrktornet, och återuppförandet inleddes till 500-årsminnet av den lutherska reformationen 2017. Staden Potsdams stadsfullmäktige å sin sida antog ett medborgarinitiativ 2014 om att från stadens sida i möjligaste mån avstyra ett återuppförande av kyrkan.